# Когалничени (Јаши)
Когалничени (рум. Kogălniceni) насеље је у Румунији у округу Јаши у општини Александру И. Куза. Oпштина се налази на надморској висини од 212 m.

## Становништво
Према подацима из 2002. године у насељу је живело 431 становника, од којих су сви румунске националности.